# Bob Hicok
Bob Hicok, född 1960 i Grand Ledge i Michigan, är en prisbelönt amerikansk poet.